# Aphistogoniulus cowani
Aphistogoniulus cowani är en mångfotingart som först beskrevs av Butler 1882.  Aphistogoniulus cowani ingår i släktet Aphistogoniulus och familjen Pachybolidae. Inga underarter finns listade i Catalogue of Life.